# Mohammad Hamid Ansari
Mohammad Hamid Ansari, né le 1er avril 1937 à Calcutta, est un homme d'État indien. Il est vice-président de la République de l'Inde de 2007 à 2017. Avec Sarvepalli Radhakrishnan, il est le seul vice-président à avoir été réélu pour un second mandat consécutif. 

## Biographie

### Carrière
Né à Calcutta, Ansari est issu d'une famille originaire de Ghazipur dans l'État de l'Uttar Pradesh. Il est le neveu de l'ancien président du Congrès national indien Mukhtar Ahmad Ansari, figure du mouvement pour l'indépendance de l'Inde. 
Après un diplôme de sciences politiques obtenu à l'université musulmane d'Aligarh, il commence sa carrière en 1961 au Ministère des affaires étrangères indien (Indian Foreign Office). Il est par la suite nommé représentant permanent de l'Inde auprès des Nations unies, haut-commissaire de l'Inde en Australie et enfin ambassadeur aux Émirats arabes unis, en Afghanistan, en Iran et en Arabie saoudite. Il obtient la Padma Shri en 1984. 
De mai 2000 à mars 2002, il est vice-chancelier de l'université musulmane d'Aligarh. Il est connu pour avoir milité pour la réparation des dommages causés aux victimes des violences au Gujarat en 2002. Il milite également pour la réhabilitation des victimes des émeutes depuis 1984. 
Il est le chancelier de l'université de Delhi. 

### Vice-présidence de l'Inde
Le 20 juillet 2007, Ansari est choisi par l'Alliance progressiste unie et la gauche socialiste au pouvoir comme candidat à la vice-présidence. Le 10 août suivant, il remporte l'élection avec 455 votes, soit 233 de plus que son principal concurrent, Najma Heptullah, et prend ses fonctions le lendemain.
Il est réélu le 7 août 2012. Pour la première fois de l'histoire, le président de l'Inde, Pranab Mukherjee, et son vice-président sont nés dans le même État, le Bengale-Occidental. 

## Prises de position
Il critique le discours de Ratisbonne prononcé le 12 septembre 2006 par le pape Benoît XVI : « Le langage utilisé par le Pape rappelle celui de ses homologues du XIIe siècle qui ont ordonné les croisades... J'en suis surpris car le Vatican entretient une relation respectueuse avec le monde musulman ».